# Canthidium globulum
Canthidium globulum là một loài bọ cánh cứng trong họ Bọ hung (Scarabaeidae).